# Distrito de Yauli (Huancavelica)
El distrito de Yauli es uno de los 19 distritos que conforman la provincia de Huancavelica, ubicada en el departamento de Huancavelica, en la zona de los andes centrales del Perú. Limita por el norte con el distrito de Acoria; por el noreste con el distrito de Paucará de la provincia de Acobamba; por el sur con el distrito de Ccochaccasa de la provincia de Angaraes; y, por el oeste se halla situada, la capital de la provincia, el distrito de Huancavelica.
Desde el punto de vista jerárquico de la Iglesia católica, forma parte de la Diócesis de Huancavelica.

## Presentación
En las entrañas de la montuosa Región Huancavelica surge un territorio evidentemente andino en donde se observan distintos ecosistemas. Su colorida trama artesanal y sus costumbres completan el contraste. En efecto; Yauli es vitrina de riquezas naturales y relevante portada cultural de la otrora “Villa Rica de Oropesa”, Huancavélica.

## Historia

### Cronología
La creación del pueblo de Yauli, obedece sobre todo a la construcción del ferrocarril Huancayo - Huancavelica, muy particularmente en el tramo entre el puente Kimsachaca y el llamado túnel Palacio. Una vez concluida dicha construcción de dicha vía férrea e inaugurado el servicio de trenes de la ciudad de Huancayo hacia Huancavelica, designan un paradero como en muchos del tramo, para que los pasajeros aborden el servicio de trenes.
Posteriormente cambiaron la denominación a estación ferroviaria. Esta es una de las razones para que poco a poco se fuera poblando, especialmente los comerciantes y esposas de los trabajadores de ese entonces. Una de ellas es precisamente la señora Jacoba Cenzano que ya descansa en paz junto a otros personajes de aquella época. Posteriormente aparecen como primeros pobledores las familias: Torres, Miranda, Muñico, Chipana, Arellana Saldaña, Galarza, Pacheco, Castellares, González, Paucar, Laurente, Chéfer entre otros.
El distrito fue creado mediante Ley 14164 de 23 de junio de 1962, en el segundo gobierno del Presidente Manuel Prado Ugarteche.

### Toponimia
La palabra yauli / yawli es una variación dialectal de yawri, que en varias lenguas de las familias aimara y quechua significa cobre. Está probado que, en toda la sierra central del Perú hasta el siglo XVI por lo menos, se hablaban diversas lenguas emparentadas con los idiomas actuales aimara del sur del Perú y jacaru de Yauyos, que convivían con el quechua.
Las toponimias en la generalidad de las lenguas, y en particular en las lenguas andinas, describen características físicas de las localidades, y en Yauli había puntos prehispánicos de extracción de cobre. En esa explicación toponímica caen también muchos otros casos: El nombre Yauli se usa para nombrar una provincia del departamento de Junín, cuya capital es la ciudad de La Oroya, importante centro minero desde la antigüedad precolombina. Otra provincia, ubicada al sur del departamento del Cuzco se llama Yauri, y es el centro de una de las más importantes minas cupríferas del Perú. Yauliyacu, en Huarochirí, Lima, Yaulipampa en Churcampa, Huancavelica Yaurisque, en Paruro, Cuzco, y otras toponimias, se explican de idéntico modo.
La palabra yauri / yauli es poco usada en la actualidad en la acepción de cobre; pero en el quechua del sur peruano sirve para designar agujas grandes para costura gruesa, que antiguamente se forjaban en cobre.

## Geografía
El distrito de Yauli tiene un relieve tan discrepante, debido a la agreste geografía de la región y los altos contrafuertes de la Cordillera de los Andes. En medio de esta intrincada geografía de quebradas, valles interandinos, estribaciones andinas (cadena de montañas) y frígidas mesetas; Yauli está modelado y atravesado por el río Ichu y sus afluentes.
Sin embargo, el evidente desnivel de su relieve explica la diversidad de climas existentes sobre sí; desde el templado en la quebrada y valles estrechos hasta las frígidas mesetas y montañas.
El territorio del distrito de Yauli se extiende en un área de 319,92 km² aproximadamente.

### Localización
Está ubicado en el extremo este de la Provincia de Huancavelica. Su capital, se levanta a escasos 15 kilómetros de la ciudad de Huancavelica, exactamente, en la confluencia del río Ichu y su tributario, el río Mashuaraccra. Geográficamente, está situado en la franja oriental de la provincia de Huancavelica y en la zona central de la Región homónima, entre las coordenadas 12° 46’ 00” Latitud Sur y 74° 50’ 56” Longitud Oeste.

### Límites
El territorio de Yauli se extiende, desde el área limítrofe con el distrito de Acoria por el norte, distrito de Paucará de la provincia de Acobamba, por el noreste. Al sur se encuentra el distrito de Ccochaccasa de la provincia de Angaraes, y al oeste se halla situada, la capital de la provincia, el distrito de Huancavelica.

### Altitud
El distrito de Yauli se encuentra en plena región quechua. Por lo tanto; la capital del distrito, se ubica a 3 385 metros sobre el nivel del mar. Presenta un variado biotopo y una gran diversidad de pisos ecológicos; con altitudes que varían entre los 3.100 y 4.700 m s. n. m.

## Autoridades

### Municipales
- 2015 - 2018[2]
  - Alcalde: Simion Taipe Sedano (Movimiento Independiente Trabajando Para Todos)
  - Regidores:  Percy Matamoros Condori, Lorenzo Acuña Méndez, Humberto Escobar Ataypoma, Charela Quispe Yalli, Enriqueta Huaman Palomino, Benjamin Felix Huaman Paitan y Alberto Salazar Meneses.
- 2011 - 2014[2]
  - Alcalde: simeon ortis, fredepa .
  - Regidores:  Félix Mayhua Ccanto (Ayni), Víctor Soto Ataypoma (Ayni), Félix Noa Ataypoma  (Ayni), Edgar Paitán Capani (Ayni), Angelica Capani Quispe (Ayni), Vidal Boza Taipe (Frente Descentralista de Pueblos Andinos).[3]
- 2007 - 2010
  - Alcalde: Edwin Taipe Condori, Movimiento independiente de Campesinos y Profesionales.
- 2002 - 2006 
  - Alcalde: Lorgio Heraclio ROJAS PAITAN

### Policiales
- Comisario:  PNP.

### Religiosas
- Diócesis de Huancavelica[4]
  - Obispo de Huancavelica: Monseñor Isidro Barrio Barrio.[5]
- Parroquia
  - Párroco: Pbro.  .

## Atractivos turísticos

### Arqueología
En cuanto a la arqueología destaca:
Ruinas de Uchcus Incañan
Huancavelica. Uchkus Inkañan es uno de los mejores lugares para visitar en Huancavelica, pero con mucho respeto por la historia que representa. Este complejo arqueológico está ubicado a 3,500 metros sobre el nivel del mar, en la comunidad de Uchkus, en el distrito de Yauli.
Se sabe que fue un centro religioso y administrativo, aunque también funcionó como observatorio astronómico y centro de experimentación de la Cultura Inca. Está formado por tres sectores.
```
El primero es Qorimina, el cual servía para experimentos agrícolas con semillas de tubérculos y cereales. El segundo es Inkañan, a unos 500 metros de Qorimina y se trataría de un observatorio astronómico para medir los solsticios de verano y de invierno.
```

Por último, se aprecia Chunkana, un centro ceremonial desde donde se podía controlar el movimiento de la población. Además, presenta en su cumbre una roca plana de 10 por 30 metros de extensión, donde hay una serie de canales y hoyos de distintas formas, los que servían como espejos de aguas para observar las constelaciones andinas.
- Uchkus Inkañan Archivado el 9 de junio de 2009 en Wayback Machine.